# مايا فداوي
مايا فداوي، رسامة تصويرية لبنانية محترفة لكتب الأطفال منذ العام 2004 وحتى الآن، تخصّصت في علوم الرسم والنحت في الجامعة الأمريكية في بيروت، لاقت أعمالها العديد من الجوائز العربية.

## سيرتها المهنية
ولدت مايا محمد عدنان فداوي في 30 أيار، وهي من حي السراي (قضاء النبطية)، استهوتها منذ نعومة أناملها رسومات كتب الأطفال وهي تتأمل بإمعان، وتتساءل في نفسها كيف لمقدرة الرسام أن يصنع هذه الرسمة في الكتاب؟ فنقلت تلك الرسوم على دفاتر الدراسة، وبتشجيع من مدرسيها وأسرتها سارت على المنوال.
تخرجت من كلية الفنون الجميلة فرع الرسم والنحت في الجامعة اللبنانية في بيروت العام 2000، وهي تتقن عدة لغات، من بينها: اللغة العربية، اللغة الإنجليزية، اللغة الفرنسية، والقليل من اللغة البرتغالية.
قبل أن تدخل ميدان الرسم لكتب الأطفال، عملت في عدة مجالات منها مجالات الرسومات الزخرفية والمنمنمات، كما عملت لدى شركات إعلان، حيث قامت بتنفيذ رسوم جدران في بيوت وقصور عدة في لبنان مثل: فندق فينيسيا وبلانت هوليوود، كذلك رسمت على جدران غرف الأطفال حيث نفذت إحدى عشرة غرفة مختلفة، كما رسمت على أثاث خشبي لعدة معارض.
بمحض الصدفة دخلت إلى قطاع رسومات الأطفال، من خلال مشاركتها برزنامة رسومات للأطفال لدى شركة إعلانات، فأبهج رسوماتها إحدى السيدات المالكة لدور نشر، فتعاقدت هذه السيدة معها لنشر فكرة كتاب لديها، فكانت هذه الانطلاقة الأولى لـ فداوي لوضع بصمتها ما يزيد على 40 كتاباً في دور نشر مختلفة داخل الوطن العربي وخارجه مثل: لبنان، الإمارات، الأردن، المغرب، إيطاليا، البرازيل، نيويورك.
عقدت مايا العديد من ورش العمل الخاصة بالرسوم التوضيحية للأطفال وللرسامين المصورين المحترفين في إسطنبول، أبوظبي، الشارقة، طنجة، بيروت، وغيرها. كذلك لاقت رسوماتها العديد من الجوائز كجائزة اتصالات لأفضل رسوم دون الـ أربعين كتابا في العام 2017، عن كتاب خروف اليوم السابع، وتدور أحداثها في المغرب ويحكي الكتاب عن موروث ديني وثقافي انحسرت بدرجة كبيرة في عالمنا العربي وهي العقيقة.
تُرجمت كتب لها من قبل أصحاب دور النشر في كوبا وألمانيا والنمسا وبولندا وإنجلترا وكندا وغيرها، وتفضل مايا الرسم اليدوي عن الرسم الإلكتروني، لما فيها من أريحية في التعامل بالأدوات واللون والورق، ويتسم برونقه الخاص، ويتيح الاحتفاظ بالرسومات والتمتع بها حتى بعد النشر والطباعة.
ولديها خط فني بأن تضيف لمحة ساخرة على رسوماتها، وتعيش القارئ حالة جو النص دون ترجمته بشكل حرفي من خلال رسوماتها، وأن تكون على دراية بعادات وتقاليد البلد التي ستتمحور القصة المصورة عنها لكي يكون هناك توافق بينهما، وتعتبر في نظرها الناقد الحقيقي لأعمالها هو أطفالها ولاسيما نظرة المؤلف، مما تبني عليهما في رسوماتها.

## جوائز
حازت مايا عدة جوائز، منها:
- جائزة اتصالات – أفضل رسوم – كتاب خروف اليوم السابع، 2017، الإمارات[8]
- جائزة محمود كحيل – الرسوم التوضيحية والرسوم الكاريكاتيريه التحريرية – كتاب علياء والقطط الثلاثة، 2016، لبنان[9]
- جائزة اتصالات – أفضل رسوم – كتاب قط شقي جداً، 2014، الإمارات[10]
- جوائز عربي  21 – أفضل كتاب مصور – كتاب جدتي نفيسة، 2013، مؤسسة الفكر العربي، لبنان[11]
- جائزة معرض الكتاب السعودي – أفضل كتاب مصور–  كتاب طريقتي الخاصة،2012، الرياض[5]
- جائزة معرض بيروت الدولي – أفضل كتاب مصور– كتاب جدتي ستذكرني دائمًا ، 2012، لبنان[5]

## أعمالها
(2019) أميرة في صندوق، فاطمة شرف الدين، دار Turning Point: لبنان
(2017) خروف اليوم السابع، أمينة الهاشمي العلوي، دار أروى العربية للنشر: السعودية
(2016) علياء والقطط الثلاثة، أمينة الهاشمي العلوي، دار ينبع الكتاب للنشر والتوزيع: المغرب
(2015) البطيخة، تغريد النجار، دار السلوى للدراسات والنشر: الأردن
(2014) قط شقي جداً، عبير طاهر، دار الياسمين للنشر والتوزيع: الأردن
(2012) جدتي نفيسة، تغريد النجار، دار السلوى للدراسات والنشر: الأردن

## روابط خارجية
- مقابلة قناة الشارقة مع الرسامة التصويرية لكتب الأطفال مايا فداوي